# Lopes (futbolista)
José dos Santos Lopes (Batatais, Brasil, 25 de febrero de 1911-ibídem, 28 de agosto de 1996), más conocido como Lopes, fue un futbolista brasileño que jugaba como delantero.

## Selección nacional
Fue internacional con la selección de fútbol de Brasil en 7 ocasiones. Formó parte de la selección que obtuvo el tercer lugar en la Copa del Mundo de 1938.

### Participaciones en Copas del Mundo
| Mundial                        | Sede    | Resultado    | Partidos | Goles |
| ------------------------------ | ------- | ------------ | -------- | ----- |
| Copa Mundial de Fútbol de 1938 | Francia | Tercer lugar | 3        | 0     |

## Clubes
| Club        | País   | Año       |
| ----------- | ------ | --------- |
| Batatais    | Brasil | 1928-1931 |
| Corinthians | Brasil | 1932-1941 |

## Palmarés

### Campeonatos regionales
| Título              | Club        | País   | Año  |
| ------------------- | ----------- | ------ | ---- |
| Campeonato Paulista | Corinthians | Brasil | 1937 |
| Campeonato Paulista | Corinthians | Brasil | 1938 |
| Campeonato Paulista | Corinthians | Brasil | 1939 |
| Campeonato Paulista | Corinthians | Brasil | 1941 |